# Joanna Krupa
Joanna Krupa, född 23 april 1979 i Warszawa, Polen, är en polsk-amerikansk fotomodell och skådespelare. Hon har poserat för PETA i en uppmärksammad djurrättskampanj.

## Biografi
Vid fem års ålder flyttade Krupa med sin familj till Chicago, Illinois.
Krupa har förekommit på omslaget till en rad tidningar och tidskrifter, bland andra FHM, Personal, Inside Sport, Stuff, Steppin' Out, Teeze och Maxim. Den sistnämnda tidskriften utsåg Krupa till världens sexigaste baddräktsmodell.
Krupa poserade naken för en kampanj initierad av djurrättsorganisationen PETA under mottot ”I would rather go naked than wear fur”.
Joanna Krupa har även haft småroller i några filmer och TV-serier.

## Filmografi
- 1994 – Cityakuten
- 2001 – The X Show
- 2001 – Babewatch
- 2001 – Apornas planet
- 2002 – The Man Show
- 2004 – Max Havoc: Curse of the Dragon
- 2004 – Las Vegas
- 2006 – CSI: Crime Scene Investigation
- 2006 – The Dog Problem
- 2007 – Ripple Effect
- 2012 – 2013 – The Real Housewives of Miami